# Берёзовка 1
Берёзовка 1 (бел. Бярозаўка 1) — деревня в Червенском районе Минской области Белоруссии. Входит в состав Ляденского сельсовета.

## Географическое положение
Расположена в 28 км восточнее райцентра, в 90 км от Минска, в 9 км к северо-востоку от станции Гродзянка.

## История
Впервые упоминается в XIX веке, тогда населённый пункт входил в состав Юровичской волости Игуменского уезда Минской губернии.По данным Переписи населения Российской империи 1897 года, это было урочище — хутор, принадлежавший помещику Филиппову и сдаваемый им в аренду, здесь проживали 8 человек. На 1908 год здесь было уже 6 дворов, где насчитывалось 55 жителей. На 1910 год было 32 жителя. На 1917 год деревня входила в состав Хуторской волости, здесь было 5 дворов,проживали 27 человек. 20 августа 1924 года вошла в состав вновь образованного Старо-Ляденского (ныне Ляденский) сельсовета Червенского района Минского округа (с 20 февраля 1938 — Минской области). Согласно переписи населения СССР 1926 года насчитывалось 12 дворов, население составило 200 человек. В 1929 году в деревне был организован колхоз «Красное знамя», на 1932 год в него входили 10 крестьянских дворов. Во время Великой Отечественной войны деревня была оккупирована немецко-фашистскими захватчиками в июле 1941 года, 19 её жителей погибли на фронтах. Освобождена в июле 1944 года. На 1960 год население деревни составило 195 жителей. В 1980-е годы деревня входила в совхоз «Ляды», здесь функционировала молочно-товарная ферма. На 1997 год в деревне было 34 постоянно обитаемых дома, проживали 75 человек, работал магазин и клуб. В настоящее время здесь насчитывается 55 домов, расположенных на одной улице, но постоянное население на 2022 год составляет 10 жителей.

## Известные уроженцы
- Николай Михайлович Казаченко — старшина Советской Армии, участник Великой Отечественной войны, Герой Советского Союза (1943)

## Население
- 1897 — 1 двор, 8 жителей
- 1908 — 6 дворов, 55 жителей
- 1917 — 5 дворов, 27 жителей
- 1926 — 12 дворов, 200 жителей
- 1960 — 195 жителей
- 1997 — 34 жилых дома, 75 жителей
- 2001 – 34 жилых дома, 75 жителей
- 2009 – 35 жителя
- 2013 — 14 жилых домов, 33 жителя
- 2019 — 20 жителей
- 2024 — 7 жилых домов, 10 человек